# Quận Washtenaw, Michigan
Quận Washtenaw một quận thuộc tiểu bang Michigan, Hoa Kỳ. Quận lỵ đóng ở. Theo điều tra dân số năm 2000 của Cục điều tra dân số Hoa Kỳ năm 2010, quận có dân số 344.791 người.
Quận được thành lập vào năm 1822 và được tổ chức như một quận vào năm 1826. 
Quận Washtenaw bao gồm Ann Arbor, MI Metropolitan Statistical Area và được bao gồm trong Khu Bảo tồn Detroit-Warren-Ann, Khu Thống kê Kết hợp MI.
Quận có khu trường sở của Đại học Michigan, Đại học Eastern Michigan, Cao đẳng Cộng đồng Washtenaw và Đại học Concordia Ann Arbor.

## Địa lý
Theo Cục điều tra dân số Hoa Kỳ, quận có diện tích 722 km2, trong đó có 41 km2 là diện tích mặt nước.